# YOYO TV
YOYO TV (東森幼幼台S) è un canale tematico via cavo di Taiwan, che si rivolge a un pubblico di bambini con cartoni animati, serie televisive e programmi dedicati.

## Programmi trasmessi
- Kamen Rider 555
- Kamen Rider Blade
- K-tai Investigator 7
- Tomica Hero: Rescue Force
- Tomica Hero: Rescue Fire
- Samurai Sentai Shinkenger
- Yu-Gi-Oh!
- Pretty Cure
- Chibi Maruko-chan
- Kamen Rider W
- Teletubbies
- La foresta dei sogni
- Meng Academy
- Miss No Good
- Hello Kitty Paradise
- Mermaid Melody Pichi Pichi Pitch
- Mermaid Melody Pichi Pichi Pitch Pure
- Winx Club